# SSB Gartenschauwagen
Der Gartenschauwagen (nach Bauer Typ 25) ist ein von der Maschinenfabrik Esslingen und der Waggonfabrik Uerdingen anlässlich der Reichsgartenschau 1939 gebauter zweiachsiger Straßenbahn-Triebwagen der Stuttgarter Straßenbahnen AG (SSB), der auf dem Netz der Straßenbahn Stuttgart zum Einsatz kam. Durch seine repräsentative Funktion verfügte er über verschiedenste Neuerungen und Eigenheiten.

## Vorgeschichte und Beschaffung

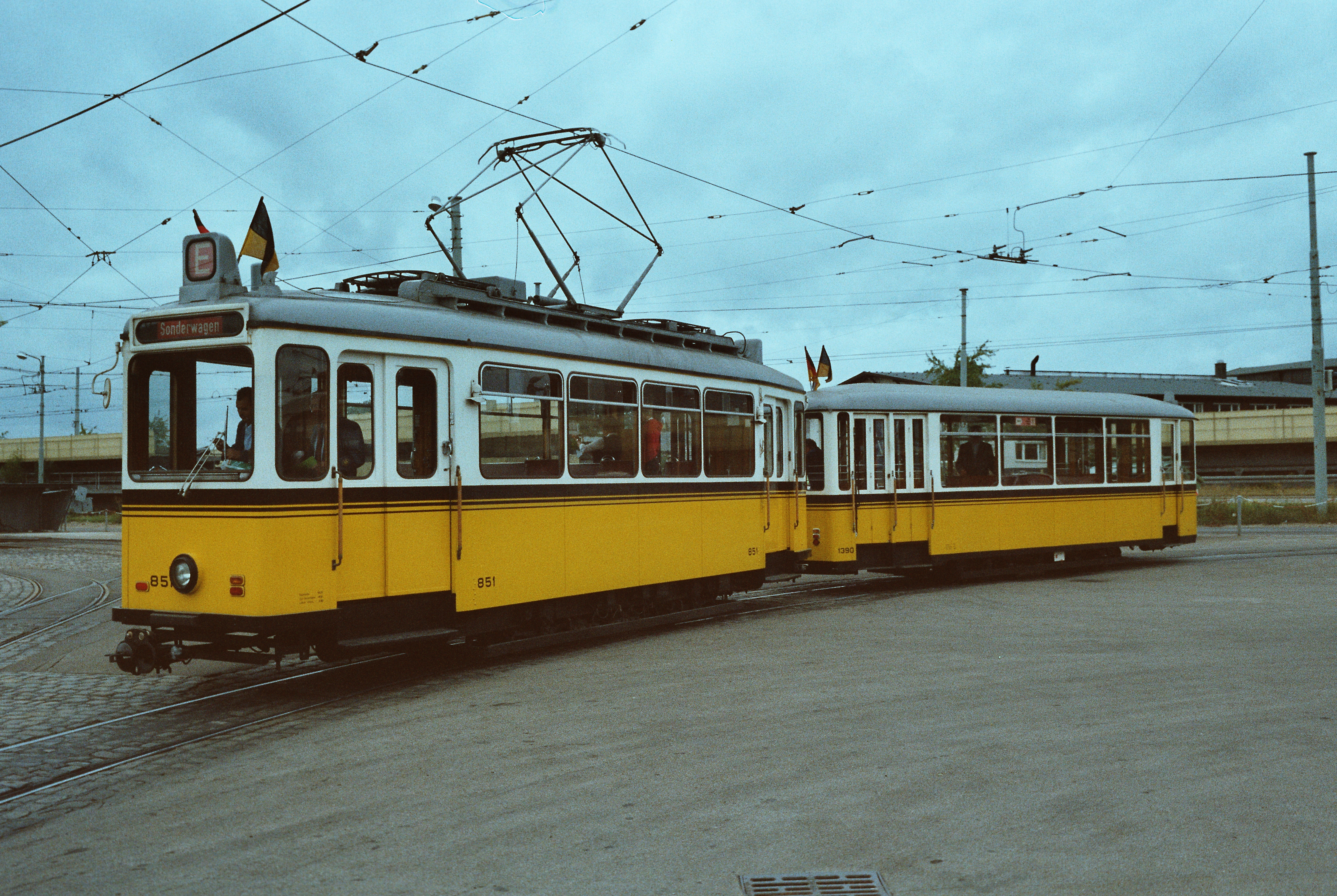
Tw 851 mit Bw 1390 vor dem Degerlocher Depot (1983)

Angesichts steigender Fahrgastzahlen und im Blick auf die für 1939 in Stuttgart geplante Reichsgartenschau genehmigte die Generalversammlung der Stuttgarter Straßenbahnen AG im Jahr 1937 die Beschaffung von 20 neuen zweiachsigen Triebwagen. Bei diesen sollten die Wagenkästen erstmals bei einer größeren Fahrzeugserie für die SSB in Stahlbauweise ausgeführt werden; zuvor waren lediglich Versuchsfahrzeuge in dieser Bauweise beschafft worden.
Die Grundabmessungen (Achsstand und Wagenkastenmaße) waren durch die Gestaltung der Gleisanlagen im Wesentlichen vorgegeben und entsprachen den Maßen der älteren Reihe 200. Wesentlich für die Konstruktion der Triebwagen war die Anwendung der Leichtbauweise, die gegenüber den ursprünglichen Planungen eine Einsparung von 2,5 Tonnen Stahl je Wagen ermöglichte. Auch das trug zur schnellen Genehmigung bei und ermöglichte die Erweiterung der Bestellung um vier Fahrzeuge mit dem gleichen Stahlkontingent, wie die ursprüngliche Bestellung. Stahl galt zu dieser Zeit als „kriegswichtiger Werkstoff“ und war entsprechend rationiert. Gleichwohl sollte aber gezeigt werden, zu welchen Innovationen die deutsche Waggonindustrie fähig war.
Im ersten Quartal 1939 trafen die neuen Fahrzeuge ein und standen pünktlich zur Eröffnung der Reichsgartenschau am 22. April zur Verfügung. Zehn Triebwagen (Tw 701–710) waren von der Waggonfabrik Uerdingen mit elektrischer Ausrüstung der AEG hergestellt worden, während die übrigen 14 Fahrzeuge (Tw 711–724) vom damaligen Stammlieferanten der SSB, der Maschinenfabrik Esslingen stammten. Bei den Wagen 711–713 hatte ebenfalls die AEG die elektrische Ausrüstung geliefert, während sie bei den Wagen 714–724 von der Siemens-Schuckertwerke AG hergestellt worden war. Die wesentlichen Komponenten der elektrischen Ausrüstung, wie Motoren und Fahrschalter, konnten unabhängig vom Hersteller freizügig untereinander getauscht werden.

## Besonderheiten

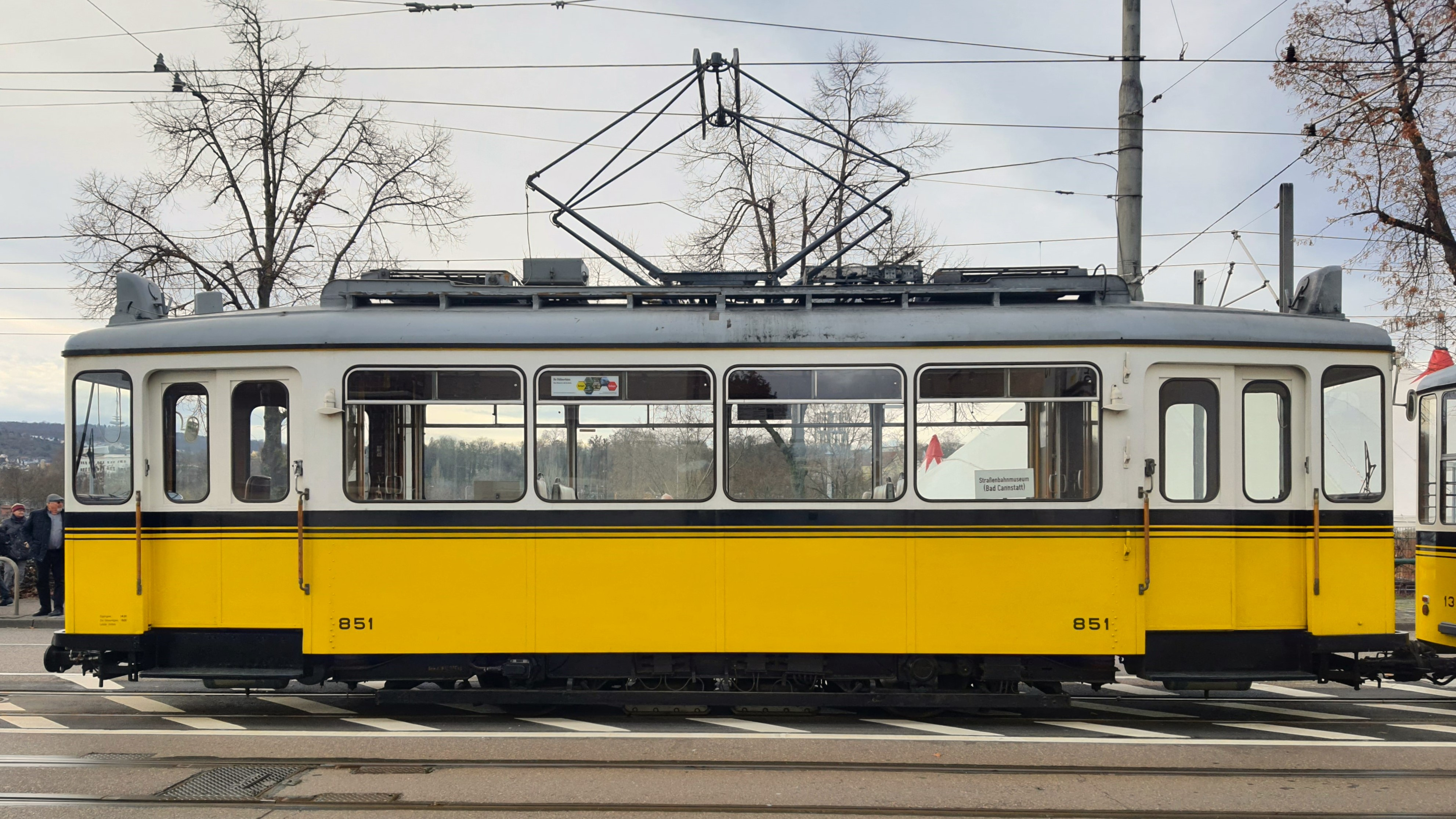
Seitenansicht des betriebsfähig erhaltenen Garschauwagens Tw 851

Neben der oben angeführten Besonderheit, dass die Wagenkästen erstmals nicht aus Holz, sondern aus Stahl gefertigt worden waren, wiesen die Fahrzeuge einige weitere bemerkenswerte Neuerungen und Eigenheiten auf. Eine moderne Errungenschaft bildeten die 22 Sitze mit Schaumstoffpolster mit rotem Kunstlederbezug, die eine erhebliche Komfortsteigerung gegenüber den bis dahin üblichen Holzbänken darstellten. Erstmals konnten die Fahrer bei dieser Fahrzeugreihe ihren Dienst sitzend ausüben. Neu waren außerdem die Teleskopschiebetüren an allen vier Einstiegen, die besser vor Kälte und Zugluft schützten als die bisherigen Umsetz- oder Falttüren, die in der Regel im Einsatz geöffnet blieben. Des Weiteren erhielten die Triebwagen statt der bis dahin üblichen Spindelhandbremsen neuartige hydraulische Öldruckbremsen, die von beiden Plattformen aus bedient werden konnten und so Umsetz- und Rangiermanöver wesentlich vereinfachten.
Wegen der starken Motorisierung (zwei Gleichstrom-Reihenschlussmotoren mit je 67 kW) und der sehr wirksamen Bremsanlagen setzte man die zulässige Höchstgeschwindigkeit der Wagen auf 45 km/h fest, womit die Gartenschauwagen damals als schnellste Fahrzeuge der SSB galten.
Aufgrund der Leichtbauweise betrug das Leergewicht der Wagen nur 12,5 t – zu wenig, um einen großen oder zwei leichte Beiwagen über die zahlreichen Steilstrecken der Stuttgarter Straßenbahn zu ziehen. Daher wurden die Wagen zur Erhöhung des Reibungsgewichts mit Ballast beschwert, zunächst mit Betonsteinen, dann mit Stahlplatten, die allerdings 1944 als „kriegswichtiges Material“ ausgebaut und durch Betonplatten ersetzt werden mussten. Nach dem Krieg erhielten die Wagen wieder Stahlballast.
Im Laufe der 1950er Jahre wurden die Wagen umgebaut und erhielten Druckluftbremsen, neue Zielfilme und einteilige Frontscheiben.

## Einsatz
Zunächst befuhren die Wagen vorwiegend die Linie 10 (Sillenbuch – Hauptbahnhof – Killesberg) zum Gelände der Reichsgartenschau. Direkt nach Kriegsbeginn wurden sie auf die Linien 25 (Schlossplatz – Schlachthof – Untertürkheim – Obertürkheim), 26 (Schlossplatz – Schlachthof – Wangen – Hedelfingen – Obertürkheim) und 4 (Hölderlinplatz – Charlottenplatz – Ostendplatz – Gaisburg) verlegt; ab 1940 entfiel die Linie 25 und die Linie 4 wurde bis Obertürkheim verlängert.
Im Jahre 1942 wurden die Wagen auf die „Neue-Weinsteige-Linien“ 5 (Zuffenhausen – Schlossplatz – Degerloch – Möhringen) und 16 (Feuerbach – Schlossplatz – Degerloch) umgesetzt, um hier die Fahrzeiten zu verkürzen. Hier konnten sie ihre Vorteile trotz dem Einsatz von zwei leichten Beiwagen voll ausspielen. 17 Exemplare überstanden den Krieg und wurden weiterhin dort eingesetzt.
Mit der Inbetriebnahme der neuen Triebwagen des Typs GT4 ab Mitte 1959 begann der Rückzug, zunächst von der Linie 6 und bis Frühjahr 1960 auch von der Linie 5. Neue Einsatzgebiete fanden sich vor allem auf den Berufsverkehrslinien 16 (Giebel – Nordbahnhof – Schlossplatz – Degerloch) und ab 1961 auch auf der Linie 17 (Feuerbach – Schlossplatz – Leipziger Platz). 1964 wechselte das Einsatzgebiet nochmals, nun waren es die Linien 7 (Bopser – Wilhelmsbau – Doggenburg) und 31 (Hohenheim – Möhringen – Vaihingen), auf denen die Gartenschauwagen überwiegend eingesetzt wurden. Von nun an erreichten die über 25 Jahre alten Fahrzeuge allmählich das Ende ihrer Nutzungsdauer, was sich an der Herabstufung in immer einfachere Dienste erkennen ließ. Ab 1966 kam mit der Verstärkerlinie 12 (Heslach – Schlossplatz – Berg – Hallschlag) noch einmal ein größeres neues Einsatzgebiet hinzu.

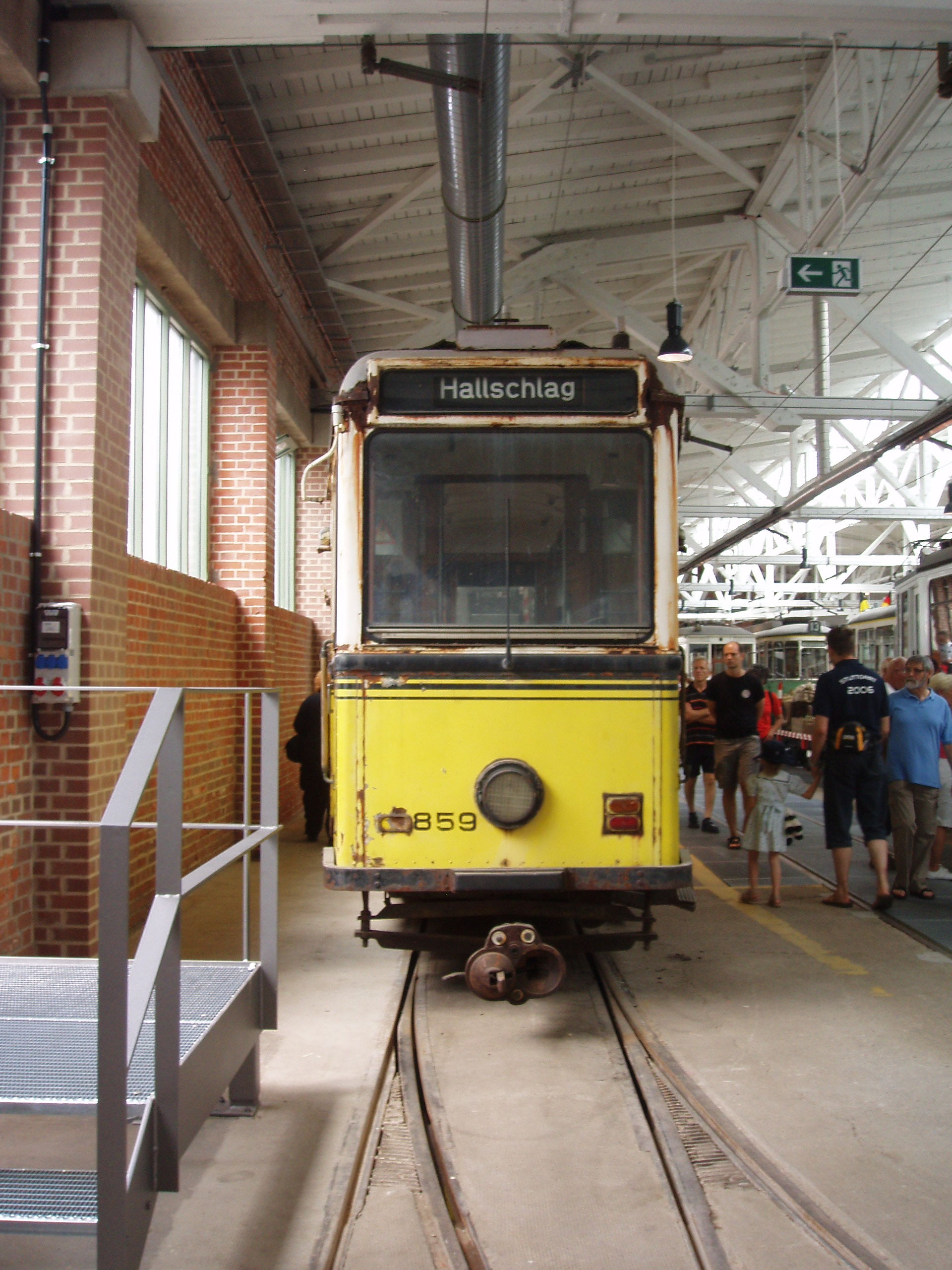
Der in Aufarbeitung befindliche Tw 859 im Straßenbahnmuseum

## Verbleib
Mit der Umstellung der Linie 12 auf Omnibusbetrieb im Mai 1969 kam auch das Ende für die ersten Gartenschauwagen. Die verbleibenden Fahrzeuge waren noch bis 1970/71 für vereinzelte Dienste als Einsetzwagen oder Rangiertriebwagen in verschiedenen Betriebshöfen im Einsatz.
Die letzten Exemplare wurden 1974/75 verschrottet, zwei Wagen blieben bis heute erhalten: Tw 851 (ehemals 702) wurde im letzten Betriebszustand bewahrt und gehört seit 1978 dem fahrfähigen Bestand der SHB an, sowie der Wagen 859 (ex 714), der sich in der betriebsfähigen Wiederaufarbeitung befindet (siehe Abschnitt „Tw 714“ im Artikel „Stuttgarter Historische Straßenbahnen“).